# Kimpulunyág
Kimpulunyág (románul: Câmpu lui Neag) falu Romániában, Erdélyben, Hunyad megyében.

## Fekvése
A Nyugati-Zsil bal partján, a Retyezát délkeleti lábánál, Lupénytől 14 kilométerre délnyugatra fekszik.

## Nevének eredete
A câmpu' lui Neag jelentése 'egy Neag nevű személy rétje'. A helyi hagyomány szerint egy 18. században élt, Neagu nevű oltyán betyárról kapta a nevét. Ez biztosan nem igaz, mert már 1493-ban Nyakmezew néven említették, igaz, akkor még csak mint Malomvízhez tartozó legelőt. A legendának azonban lehet annyi alapja, hogy az 1740-es években, amikor sokan vándoroltak át Olténiából Hunyad megyébe, ide is érkezhettek új betelepülők.

## Története
Lakott helyként először 1786-ban hallunk róla, amikor Kimpulnyák alakban írták. 1818-ban 52 család lakta, és csak 1854-ben alakult meg önálló görögkatolikus parókiája. A zsil-völgyi szénbányászat virágkorában is megmaradt hagyományos „momorlán” (= Zsil vidéki román pásztor) állattartó településnek. A hozzátartozó hegyi tanyákon a 20. századig megőrződött a Déli-Kárpátokban máshol is használt kerített ház legkorábbi változata. Egy példányát a bukaresti, egy másikat a nagyszebeni skanzenban állították föl.
Első bányáját csak 1980-ban nyitották meg. 1987-ben, miután a falu alatt szénmezőre bukkantak, elhatározták és el is kezdték a település lerombolását, lakóit pedig egy félkész urikányi blokkházba telepítették át. A bányászat 1998-ig folytatódott. 1995-ben vízzel árasztották el a falu közepi kőbányát, és így egy 92 méter mély bányató létesült. 1966 után hozzácsatolták a Valea de Brazi felett fekvő Toplicát.
1900-ban 540 lakosából 453 volt román, 63 főleg olasz és 12 magyar anyanyelvű; 448 görögkatolikus, 78 római katolikus és 7 református vallású.
2002-ben 567 lakosából 535 volt román és 28 magyar nemzetiségű; 530 ortodox, 20 görögkatolikus, 10 református és 4 római katolikus vallású.

## Turizmusa
A Retyezát Kimpulunyágon keresztül közelíthető meg a Zsil völgye és közvetve Havasalföld felől. A falutól nyugatra, a Buta-patak 200 méter hosszú és majdnem ugyanolyan mély szurdokának bejáratánál, 1000 méteres magasságban alakították ki a Buta-szoros Turisztikai Kompexumot sportpályákkal, szálláshelyekkel, étteremmel (nem összekeverendő a mintegy hatszáz méterrel magasabban, a patak forrásvidékénél épült Buta turistaházzal). Környékén számtalan barlang, a szorosban mászásra alkalmas sziklafalak, vízesések, örvényüstök találhatók, és egy négyszáz méteres, könnyű sípályát is kialakítottak. A falutól délkeletre létesítették a Valea de Pești víztározót a zsil-völgyi városok vízellátására és az árvizek megfékezésére.

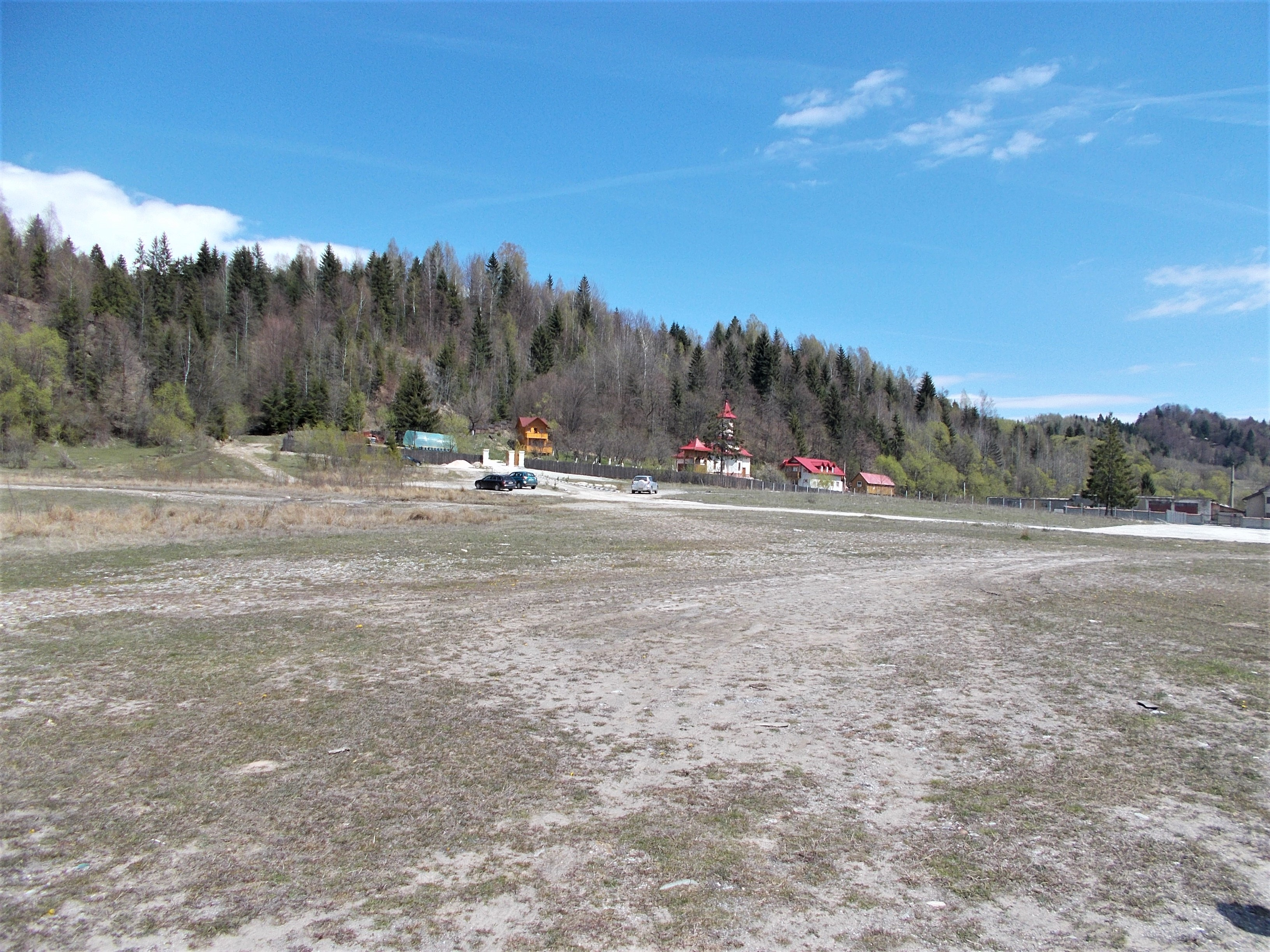

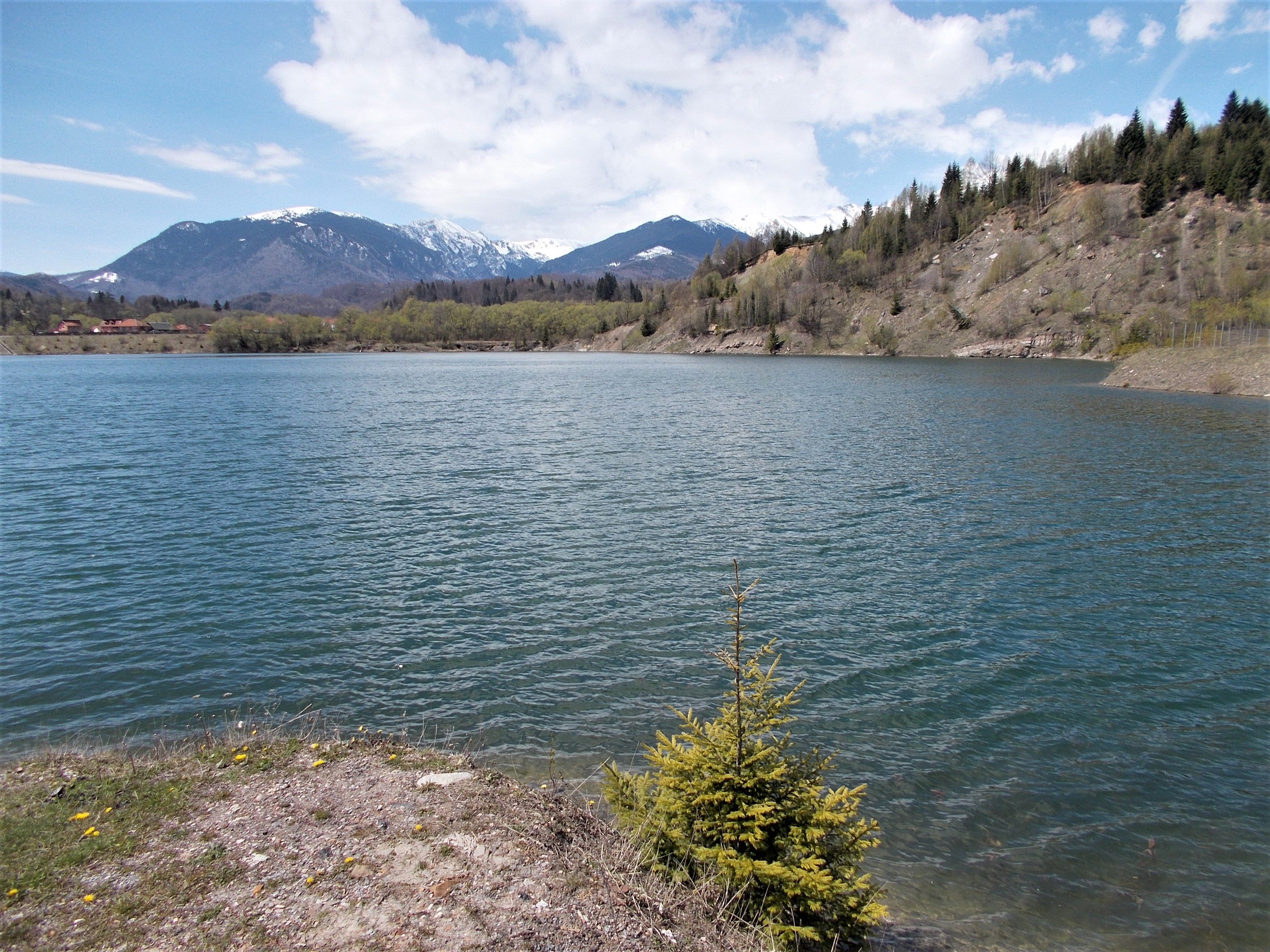

## Képek

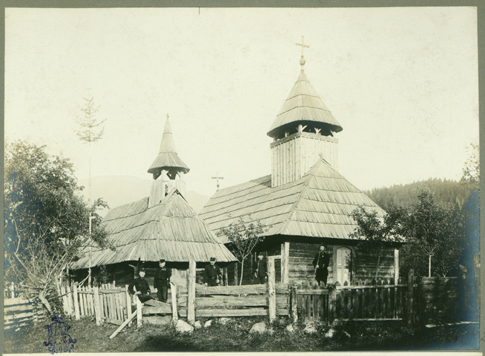
A kimpulunyági görögkatolikus templom (Adler Lipót felvétele a 20. sz. elejéről)
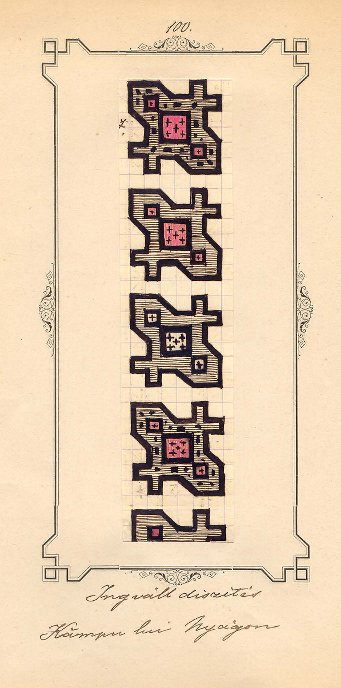
Ingválldísz Kumpulunyágról 1880 körül
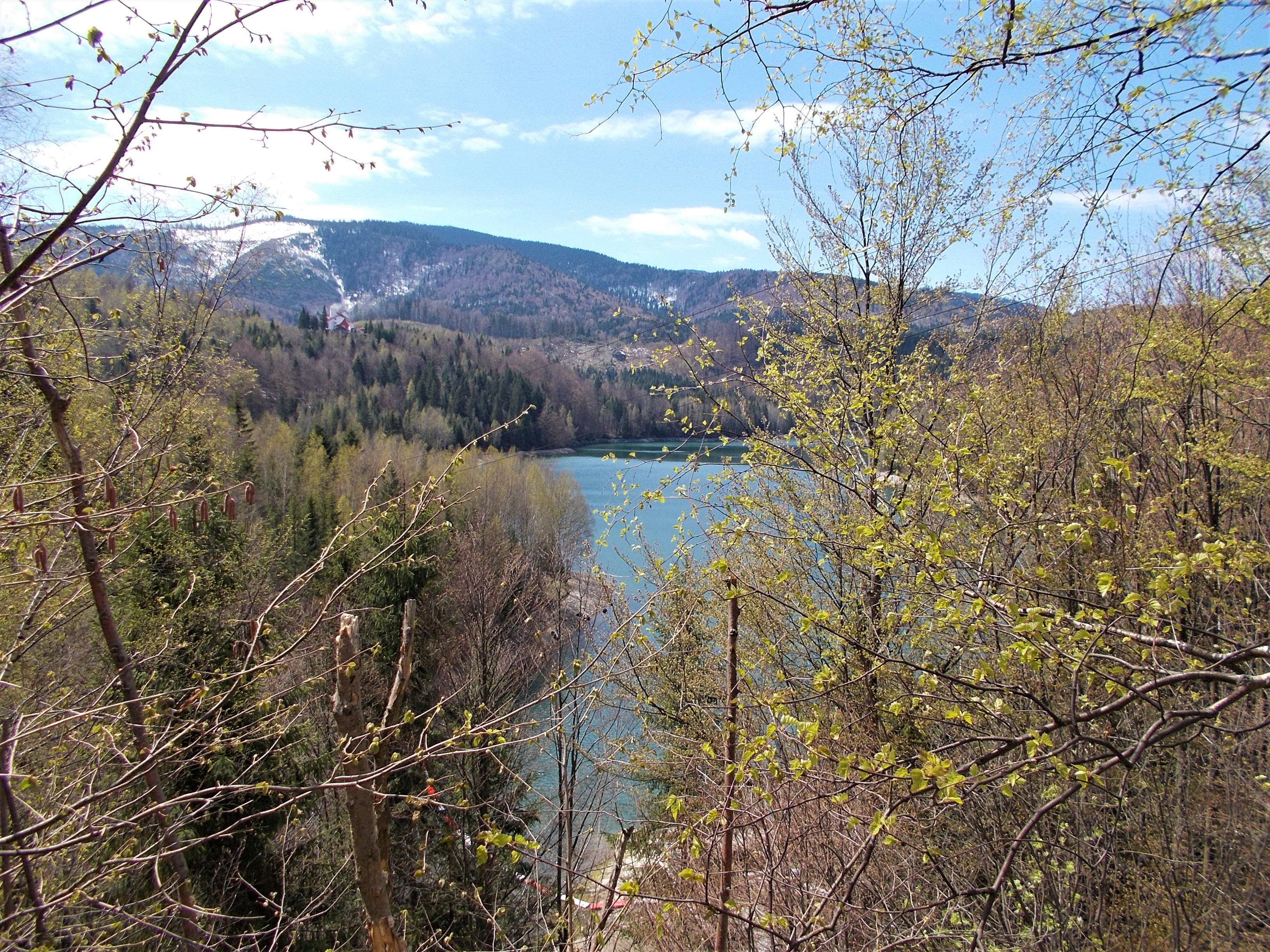
A víztározó